# Йенсен, Александур
Алекса́ндур О́улавссон Йе́нсен (фар. Aleksandur Ólavsson Jensen; род. 7 мая 2001, Тофтир, Эстурой) — фарерский футболист, защитник клуба «Б68».

## Клубная карьера
Александур является воспитанником тофтирского «Б68». Его дебют за эту команду состоялся 19 сентября 2017 года в матче первого дивизиона против дублирующего состава рунавуйкского «НСИ». Всего в своём первом сезоне на взрослом уровне защитник провёл 5 игр в первой лиге. В 2018 году Александур стал твёрдым игроком основы тофтирцев и провёл за них 26 игр в первом дивизионе. 4 октября 2019 года он забил свой первый мяч в карьере, поразив ворота второй команды «ЭБ/Стреймур». В сезоне-2019 защитник принял участие в общей сложности в 26 матчах. В 2020 году он провёл 20 встреч в первой лиге, а также целиком отыграл стыковой поединок с «АБ», по итогам которого его клуб заработал повышение в классе.
7 марта 2021 года Александур провёл свою первую игру в фарерской премьер-лиге, выйдя на матч против клаксвуйкского «КИ» с капитанской повязкой.

## Международная карьера
В 2016 году Александур провёл 2 игры за юношескую сборную Фарерских островов до 15 лет. В 2017 году он отыграл 6 встреч в составе команды до 17 лет. В 2019 году защитник был членом сборной до 19 лет, приняв участие в 5 матчах.

## Статистика выступлений
| Выступление      | Выступление      | Выступление      | Лига | Лига | Кубки | Кубки | Еврокубки | Еврокубки | Прочие | Прочие | Итого | Итого |
| Клуб             | Лига             | Сезон            | Игры | Голы | Игры  | Голы  | Игры      | Голы      | Игры   | Голы   | Игры  | Голы  |
| ---------------- | ---------------- | ---------------- | ---- | ---- | ----- | ----- | --------- | --------- | ------ | ------ | ----- | ----- |
| Б68              | Первый дивизион  | 2017             | 5    | 0    | 0     | 0     | 0         | 0         | 0      | 0      | 5     | 0     |
| Б68              | Первый дивизион  | 2018             | 26   | 0    | 1     | 0     | 0         | 0         | 0      | 0      | 27    | 0     |
| Б68              | Первый дивизион  | 2019             | 26   | 1    | 2     | 0     | 0         | 0         | 0      | 0      | 28    | 1     |
| Б68              | Первый дивизион  | 2020             | 20   | 0    | 0     | 0     | 0         | 0         | 1      | 0      | 21    | 0     |
| Б68              | Премьер-лига     | 2021             | 25   | 2    | 1     | 0     | 0         | 0         | 0      | 0      | 26    | 2     |
| Б68              | Премьер-лига     | 2022             | 23   | 0    | 0     | 0     | 0         | 0         | 0      | 0      | 23    | 0     |
| Б68              | Премьер-лига     | 2023             | 5    | 0    | 1     | 0     | 0         | 0         | 0      | 0      | 6     | 0     |
| Б68              | Итого            | Итого            | 78   | 3    | 5     | 0     | 0         | 0         | 1      | 0      | 84    | 3     |
| Всего за карьеру | Всего за карьеру | Всего за карьеру | 130  | 3    | 5     | 0     | 0         | 0         | 1      | 0      | 136   | 3     |

## Личная жизнь
Брат-близнец Александура, Боарур Йенсен — тоже футболист. Близнецы вместе выступают за «Б68».